# جدول غورة مختار (سررود الشمالي)
جدول غورة مختار (بالفارسية: جدول غوره مختار) هي قرية تقع في إيران في قسم سررود الشمالي الريفي. يقدر عدد سكانها بـ 341 نسمة بحسب إحصاء 2016.